# 1991년 대한민국의 영화 목록
다음은 1991년에 개봉됐던 대한민국의 영화 목록이다.

## 목록
- 10대의 반항
- 15년 3시간 전
- 1991 인간시장 3
- B타임의 정사
- 갈마
- 개벽
- 검은 휘파람
- 겨울꿈은 날지 않는다
- 겨울애마, 봄
- 경마장 가는 길
- 고금소총 2
- 꽃그늘 속에 부는 바람
- 끼있는 여자는 밤이슬을 좋아한다
- 나를 보라 아메리카
- 낙타는 따로 울지 않는다
- 내일은 비
- 내일은 참피온
- 너에게로 또다시
- 누가 용의 발톱을 보았는가
- 눈물의 웨딩 드레스
- 달빛타는 여자
- 독재 소공화국
- 돈아 돈아 돈아
- 동춘별곡
- 따봉수사대 - 밥풀떼기 형사와 전봇대 형사
- 똘이장군
- 뜨겁고 부드럽게
- 마지막 남자의 모습
- 매혹
- 맨발에서 벤츠까지
- 머나먼 사이공
- 메리제인
- 무릎위의 여자
- 미녀사냥
- 미아리텍사스
- 밀크초콜릿
- 바람불면 일어서는 숲
- 밤으로의 긴 여로
- 밥만 먹고 못살아
- 베를린 리포트
- 변금련
- 변신전사 트렌스토디
- 별이 빛나는 밤에
- 병팔이의 일기
- 복카치오
- 부활의 노래
- 불새의 춤
- 비개인 오후를 좋아하세요
- 비너스 여름시
- 뻘
- 뽀식이와 꼬마특공단
- 뽕밭나그네
- 사랑과 죽음의 메아리
- 사랑스런 이웃집 여자
- 사랑은 지금부터 시작이야
- 사의 찬미
- 산딸기 4
- 산산이 부서진 이름이여
- 삼중성
- 서울, 에비타
- 서울에비타
- 서울의 눈물
- 서울의 달빛
- 성숙한 외출
- 성인신고식
- 수잔브링크의 아리랑
- 신 팔도사나이
- 실크커텐 저편
- 아그네스를 위하여
- 아들나라
- 아르바이트 여자
- 애마부인 5
- 어느 중년부인의 위기
- 어허 어이 어이가리
- 에미 이름은 조센삐였다
- 엑스성을 가진 여자
- 여자 배달부는 고장난 신호등
- 여자는 추억속에 집을 짓는다
- 열아홉의 절망끝에 부르는 하나의 사랑노래
- 열일곱살의 쿠데타
- 영구와 땡칠이 4탄 - 홍콩할매귀신
- 예수천당
- 오 내사랑 임꺽정
- 오늘같이 좋은 날
- 오엑스
- 외길가게 하소서
- 용궁에서 온 거북이와 이무기
- 용의 유혼
- 우주의 용사 반달가면
- 우주전사 불의 사나이
- 유혹의 강
- 은마는 오지 않는다
- 이조여인 숙명사 청상계
- 이태원 밤하늘엔 미국달이 뜨는가
- 잃어버린 너
- 장군의 아들 2
- 장미빛 여자
- 장미여관
- 적과 적
- 전갈군단
- 전국구
- 젊은 날의 초상
- 제3구역
- 제5의 사나이
- 조금만 참아줘요
- 지금 우리는 사랑하고 싶다
- 첫날밤에 내린 비
- 춘정
- 칙칙이의 내일은 참피온
- 코리언보이
- 테레사의 연인
- 텔레파시 여행
- 토끼를 태운 잠수함
- 팁주는 여자
- 파워게임
- 패배자
- 푸른 옷소매
- 피와 불
- 하나님이 어디 있어요
- 하얀 비요일
- 한희작의 러브러브
- 핸드백속 이야기
- 혼자도는 바람개비
- 후리꾼
- 흑설

## 참고 자료
- KOFIC 영화데이터베이스